# CR215 (Luxemburg)
De CR215 (Chemin Repris 215) is een verkeersroute in het land Luxemburg tussen de stad Luxemburg (N52) en Bürgerkreuz (CR181). De route heeft een lengte van ongeveer 4 kilometer.

## Routeverloop
De route begint bij de wijk Limpertsberg met de aansluiting op de N52, waar het de eerste 450 meter ingericht is als eenrichtingsverkeersweg richting het noorden. Ongeveer 800 voor de aansluiting met de N55 daalt de route met gemiddeld 11% over een afstand van ongeveer 700 meter. Vervolgens sluit de route aan de noordkant van Limpertsberg aan op de N55 waarna het voor ongeveer 450 meter ingericht is eenrichtingsverkeersweg in noordelijke richting tot aan de aansluiting met de CR215a. Hierbij stijgt de route gemiddeld 13%. Het doorgaande verkeer wordt volgens de borden geadviseerd om in beide richtingen over de N55 en CR215a te gaan. Na de aansluiting met de CR215a gaat de route naar het plaatsje Bürgerkreuz waar het aansluit op de CR181.

## Straatnamen route CR215
- Avenue du Bois
- Rue Albert Unden
- Rue de Bridel

## CR215a
De CR215a is een verbindingsweg aan de noordkant van Luxemburg-stad. De ongeveer 800 meter lange route verbindt de N55 met de CR215 en is een alternatieve route voor de CR215. Dit heeft te maken dat de CR215a gemiddeld met 5% stijgt, ten opzichte van de 13% die de CR215 stijgt op dit stuk. Tevens is de CR215a in beide richtingen te berijden.
CR101 ·
CR102 ·
CR103 ·
CR104 ·
CR105 ·
CR106 ·
CR107 ·
CR108 ·
CR109 ·
CR110 ·
CR111 ·
CR112 ·
CR113 ·
CR114 ·
CR115 ·
CR116 ·
CR117 ·
CR118 ·
CR119 ·
CR120 ·
CR121 ·
CR122 ·
CR123 ·
CR124 ·
CR125 ·
CR126 ·
CR127 ·
CR128 ·
CR129 ·
CR130 ·
CR131 ·
CR132 ·
CR133 ·
CR134 ·
CR135 ·
CR136 ·
CR137 ·
CR138 ·
CR139 ·
CR140 ·
CR141 ·
CR142 ·
CR143 ·
CR144 ·
CR145 ·
CR146 ·
CR147 ·
CR148 ·
CR149 ·
CR150 ·
CR151 ·
CR152 ·
CR153 ·
CR154 ·
CR155 ·
CR156 ·
CR157 ·
CR158 ·
CR159 ·
CR160 ·
CR161 ·
CR162 ·
CR163 ·
CR164 ·
CR165 ·
CR166 ·
CR167 ·
CR168 ·
CR169 ·
CR170 ·
CR171 ·
CR172 ·
CR173 ·
CR174 ·
CR175 ·
CR176 ·
CR177 ·
CR178 ·
CR179 ·
CR180 ·
CR181 ·
CR182 ·
CR183 ·
CR184 ·
CR185 ·
CR186 ·
CR187 ·
CR188 ·
CR189 ·
CR190
CR200 ·
CR201 ·
CR202 ·
CR203 ·
CR204 ·
CR205 ·
CR206 ·
CR207 ·
CR208 ·
CR210 ·
CR211 ·
CR212 ·
CR213 ·
CR215 ·
CR216 ·
CR217 ·
CR218 ·
CR219 ·
CR220 ·
CR221 ·
CR222 ·
CR223 ·
CR224 ·
CR225 ·
CR226 ·
CR227 ·
CR228 ·
CR229 ·
CR230 ·
CR231 ·
CR232 ·
CR233 ·
CR234
CR301 ·
CR302 ·
CR303 ·
CR304 ·
CR305 ·
CR306 ·
CR307 ·
CR308 ·
CR309 ·
CR310 ·
CR311 ·
CR312 ·
CR313 ·
CR314 ·
CR315 ·
CR316 ·
CR317 ·
CR318 ·
CR319 ·
CR320 ·
CR321 ·
CR322 ·
CR323 ·
CR324 ·
CR325 ·
CR326 ·
CR327 ·
CR328 ·
CR329 ·
CR330 ·
CR331 ·
CR332 ·
CR333 ·
CR334 ·
CR335 ·
CR336 ·
CR337 ·
CR338 ·
CR339 ·
CR340 ·
CR341 ·
CR342 ·
CR343 ·
CR344 ·
CR345 ·
CR346 ·
CR347 ·
CR348 ·
CR349 ·
CR350 ·
CR351 ·
CR352 ·
CR353 ·
CR354 ·
CR355 ·
CR356 ·
CR357 ·
CR358 ·
CR359 ·
CR360 ·
CR361 ·
CR362 ·
CR364 ·
CR365 ·
CR366 ·
CR367 ·
CR368 ·
CR369 ·
CR370 ·
CR371 ·
CR372 ·
CR373 ·
CR374 ·
CR375 ·
CR376 ·
CR377 ·
CR378 ·
CR379
Routes die cursief vermeld staan, zijn voormalige routes.